# Ptychodus
Genre
Ptychodus est un genre éteint de requins lamniformes, de la famille des Ptychodontidae (Ptychodontidés). Ces requins ont vécu entre le Crétacé supérieur et le début du Paléocène (Danien), il y a entre environ 99,6 et 61,7 Ma (millions d'années). Ils sont connus en Amérique, en Europe et en Asie.
Le nom de ce genre est construit sur le grec πτυχή / ptukhê (« pli ») et ὀδούς / odoús (« dent »), et signifie donc « dent plissée ».

## Histoire

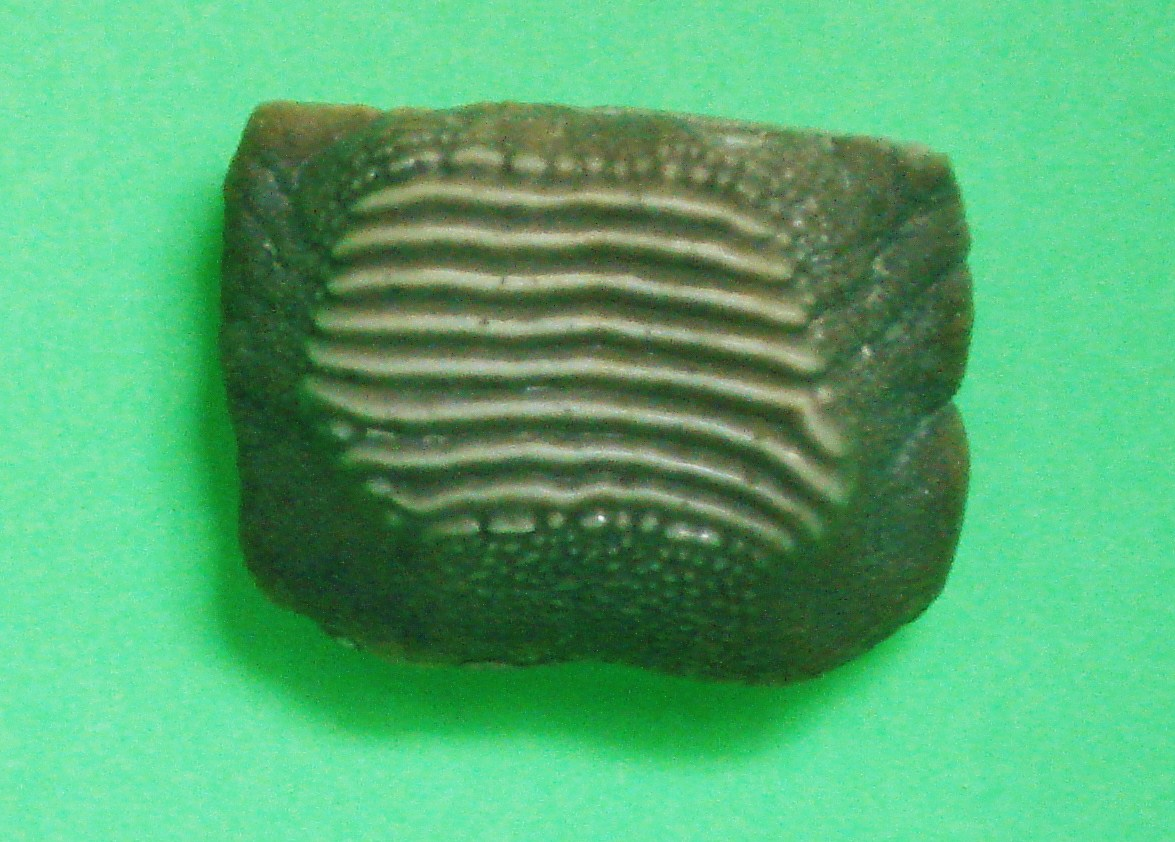
Dent de Ptychodus mammillaris.

Les premières dents de Ptychodus, provenant de la craie anglaise, sont mentionnées en 1729, puis d'autres sont découvertes en Angleterre et en Allemagne. Le genre est décrit officiellement en 1834 par le naturaliste suisse Louis Agassiz, qui en démontre l'affinité avec les requins (ces fossiles étaient auparavant interprétés comme des palais de diodons, des poissons actinoptérygiens). D'autres restes, isolés et fragmentaires (des dents et des mâchoires, semblables à celles des Hybodontiformes), sont ensuite collectés dans les dépôts crétacés du monde entier, de l'Albien au Campanien. Mais si la fonction broyeuse de la puissante denture de ce genre est établie, la morphologie générale de ces grands prédateurs (d'une longueur estimée à 10 m) et leurs affinités au sein des Élasmobranches (requins et raies) font longtemps l'objet d'un vif débat parmi la communauté ichtyologique.
La situation change en 2024, après la découverte au Mexique de spécimens de Ptychodus complets et exceptionnellement bien préservés, datés du Crétacé supérieur. Les analyses phylogénétiques et écomorphologiques montrent que c'étaient de grands requins pélagiques au corps fuselé, et que les Ptychodontidés appartiennent à l'ordre des Lamniformes (et non des Hybodontiformes comme on le pensait auparavant), un groupe très diversifié au Crétacé et encore bien représenté aujourd'hui.

## Alimentation
Les Ptychodontidés étaient des prédateurs très spécialisés et uniques parmi les Élasmobranches, ciblant des organismes nageurs à coquille ou à carapace tels que les ammonites ou les tortues marines.
Cette hyperspécialisation trophique est peut-être à l'origine de l'extinction des Ptychodus au Campanien, quelque 10 millions d'années avant la crise K-Pg. Cette extinction pourrait être liée à l'émergence, à la même période, de compétiteurs écologiques (les mosasaures durophages, notamment des genres Globidens et Prognathodon),.

## Liste des espèces
- † Ptychodus altior  Agassiz 1839
- † Ptychodus anonymus  Williston 1900
- † Ptychodus arcuatus Agassiz 1837
- † Ptychodus articulatus Agassiz 1837
- † Ptychodus belluccii Bonarelli 1899
- † Ptychodus concentricus Agassiz 1839
- † Ptychodus decurrens  Agassiz 1839
- † Ptychodus elevatus Leriche 1929
- † Ptychodus gibberulus Agassiz 1837
- † Ptychodus janewayii Cope 1874
- † Ptychodus latissimus Agassiz 1843
- † Ptychodus mahakalensis Chiplonkar et Ghare 1977
- † Ptychodus mammillaris Agassiz 1839
- † Ptychodus marginalis Agassiz 1839
- † Ptychodus mortoni Agassiz 1843
- † Ptychodus multistriatus Woodward 1889
- † Ptychodus oweni Dixon 1850
- † Ptychodus paucisulcatus Dixon 1850
- † Ptychodus polygyrus Agassiz 1839
- † Ptychodus rugosus Dixon 1850
- † Ptychodus spectabili Agassiz 1837
- † Ptychodus whipplei Marcou 1858